# Vyšné Nemecké
Vyšné Nemecké és un poble i municipi d'Eslovàquia. Es troba a la regió de Košice, a l'est del país.

## Història
La primera referència escrita de la vila data del 1372.

## Demografia
| Godina             | 1994 | 2004    | 2014   | 2024   |
| ------------------ | ---- | ------- | ------ | ------ |
| Nombre de persones | 211  | 246     | 242    | 238    |
| Diferència         |      | +16,58% | −1,62% | −1,65% |

| Godina             | 2023 | 2024   |
| ------------------ | ---- | ------ |
| Nombre de persones | 244  | 238    |
| Diferència         |      | −2,45% |